# Latrunculia oparinae
Latrunculia oparinae är en svampdjursart som beskrevs av Samaai och Krasokhin 2002. Latrunculia oparinae ingår i släktet Latrunculia och familjen Latrunculiidae. Inga underarter finns listade i Catalogue of Life.